# Brione (Brescia)
Pour les articles homonymes, voir Brione.
Brione est une commune italienne de la province de Brescia, dans la région Lombardie.

## Administration
| Période                                  | Période | Identité | Étiquette | Qualité |
| ---------------------------------------- | ------- | -------- | --------- | ------- |
|                                          |         |          |           |         |
| Les données manquantes sont à compléter. |         |          |           |         |

### Hameaux
San Zenone, Aquilini, Barche, Vesalla

### Communes limitrophes
Gussago, Ome, Polaveno, Sarezzo, Villa Carcina